# آکیرا کوداما
آکیرا کوداما (انگلیسی: Akira Kodama؛ زادهٔ ۲۰ مارس ۱۹۴۴) بازیکن بسکتبال اهل ژاپن است.